# Phare de Punta Rasca
Le phare de Punta Rasca est un phare situé dans la commune d'Arona à l'extrémité de Punta Rasca, à l'extrême sud de l'île de la Tenerife, dans les Îles Canaries (Espagne).
C'est l'un des sept phares qui marquent le littoral de Tenerife et se trouve entre le phare de Punta Abona au nord-est et le phare de Punta de Teno à Buenavista del Norte au nord-ouest.
Il est géré par l'autorité portuaire de la Province de Santa Cruz de Tenerife (Autoridad Portuaria de Santa Cruz de Tenerife).

## Histoire
Le premier phare a été mis en service en 1895, dans le cadre du premier plan de feu maritime pour les îles Canaries, pour servir d'aide à la navigation côtière entre Santa Cruz de Tenerife et les ports de l'ouest des îles Canaries occidentales. Construit dans un style similaire à d'autres phares canariens du 19e siècle, il se compose d'un bâtiment de plain-pied peint blanc, avec de la roche volcanique foncée utilisée pour les décorsde la maçonnerie. Le dôme de la lanterne était attaché au toit du bâtiment, du côté de la mer, surplombant l'océan Atlantique. Il est resté en service jusqu'à ce qu'il soit remplacé en 1978 par la nouvelle tour plus moderne.
Le nouveau phare, qui a été construit à côté du bâtiment d'origine, est entré en service en 1978. Il se compose d'une tour cylindrique de 32 m, blanche avec trois bandes rouges, qui supporte des galeries jumelles et une lanterne avec une coupole noire. Le design est le même, mais de douze mètres plus haut, que la nouvelle tour du phare de Fuencaliente sur La Palma. Avec une hauteur focale de 51 m au-dessus du niveau de la mer, la lumière peut être vue jusqu'à 17 milles marins (31 km). Il émet trois flashs de lumière blanche toutes les douze secondes.
Identifiant : ARLHS : CAI-050 ; ES-12890 - Amirauté : D2830 - NGA : 23832 .
|                |
| L'ancien phare |

|                       |
| Le phare vu de la mer |

### Lien connexe
- Liste des phares des îles Canaries